# Hans Wolfgang Kölmel
Hans Wolfgang Kölmel (* 6. Juni 1944 in Forbach (Baden)) ist ein deutscher  Neurologe.

## Leben
Kölmel, Sohn eines Arztes, wuchs zusammen mit seinen 4 Brüdern in einem Dorf im Badischen auf. Abitur machte er am Ludwig-Wilhelm-Gymnasium in Rastatt. Nach Abschluss des Medizinstudiums in Heidelberg, Göttingen und München arbeitete er als Assistenzarzt an der Klinik für Neurologie der Universität Heidelberg unter Heinz Gänshirt. Von dort folgte er Dieter Janz an die Neurologische Klinik des Klinikums Charlottenburg der Freien Universität.
Seine wissenschaftlichen Schwerpunkte waren die Liquordiagnostik und das visuelle System. Nach seiner Berufung zum Oberarzt und der Habilitation, für die er 1982 mit dem Heinrich-Pette-Preis der Deutschen Neurologischen Gesellschaft ausgezeichnet wurde, erhielt er eine C2-Professur an der Neurologischen Klinik des Rudolf-Virchow-Klinikums der Freien Universität Berlin.
Von 1991 bis 92 leitete Kölmel als kommissarischer Direktor die Neurologische Klinik an der Charité der Humboldt-Universität Berlin. Seine Erfahrung fasste er in dem Buch Charité 91 – Schritte in eine neue Zeit zusammen. Von 1993 bis zu seiner Pensionierung 2009 war er Chefarzt der Neurologischen Klinik an der Medizinischen Hochschule Erfurt, später Klinikum Erfurt. 2010 wurde ihm für seine Verdienste um die Deutsche Neurologie das Romberg-Glas verliehen.
Kölmel ist verheiratet und hat vier Kinder.

## Veröffentlichungen
- Atlas of Cerebrospinal Fluid Cells. Springer Verlag, Berlin 1977, ISBN 978-3-13-143161-5.
- Liquor-Zytologie. Springer Verlag, Berlin 1978, ISBN 978-3-540-08747-2.
- Visuelle Halluzinationen im hemianopen Feld bei homonymer Hemianopsie. Springer Verlag, Berlin 1984, ISBN 978-3-642-49314-0.
- Die homonymen Hemianopsien: Klinik und Pathophysiologie zentraler Sehstörungen. Springer Verlag, Berlin 1988, ISBN 978-3-540-18974-9.
- Charité 91 – Schritte in eine neue Zeit. Osburg Verlag, Hamburg 2019, ISBN 978-3-95510-199-2.
- Ehrenkleid. Roman. Osburg Verlag, Hamburg 2023, ISBN 978-3-95510-335-4.